# Olympische Sommerspiele 1952/Teilnehmer (Indien)
| Gelbes Symbol für Goldmedaillen mit stilisierten Olympischen Ringen | Graues Symbol für Silbermedaillen mit stilisierten Olympischen Ringen | Braundes Symbol für Bronzemedaillen mit stilisierten Olympischen Ringen |
| ------------------------------------------------------------------- | --------------------------------------------------------------------- | ----------------------------------------------------------------------- |
| 1                                                                   | —                                                                     | 1                                                                       |

Indien nahm an den Olympischen Sommerspielen 1952 in der finnischen Hauptstadt Helsinki mit 64 Sportlern, vier Frauen und 60 Männern, an 42 Wettkämpfen in elf Sportarten teil.
Seit 1900 war es die achte Teilnahme eines indischen Teams an Olympischen Sommerspielen.
Jüngste Athletin war mit 17 Jahren und 37 Tagen die Leichtathletin Nilima Ghose, ältester Athlet mit 40 Jahren und 176 Tagen der Wasserballspieler Birendra Basak.

## Flaggenträger
Der Hockeyspieler Balbir Singh trug die Flagge Indiens während der Eröffnungsfeier im Olympiastadion.

## Medaillengewinner
Mit je einer gewonnenen Gold- und Bronzemedaille belegte das indische Team Platz 26 im Medaillenspiegel.

### Gold

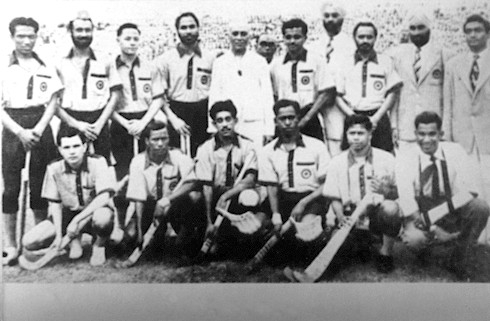
Das Hockeyteam mit dem indischen Premierminister Jawaharlal Nehru

| Name                 | Sportart | Wettbewerb |
| -------------------- | -------- | ---------- |
| Leslie Claudius      | Hockey   | Herren     |
| Meldric Daluz        | Hockey   | Herren     |
| Keshav Dutt          | Hockey   | Herren     |
| Chinadori Deshmutu   | Hockey   | Herren     |
| Ranganathan Francis  | Hockey   | Herren     |
| Raghbir Lal          | Hockey   | Herren     |
| Govind Perumal       | Hockey   | Herren     |
| Muniswamy Rajgopal   | Hockey   | Herren     |
| Balbir Singh         | Hockey   | Herren     |
| Dharam Singh         | Hockey   | Herren     |
| Grahanandan Singh    | Hockey   | Herren     |
| Kunwar Singh         | Hockey   | Herren     |
| Randhir Singh Gentle | Hockey   | Herren     |
| Udham Singh          | Hockey   | Herren     |

### Bronze
| Name            | Sportart | Wettbewerb    |
| --------------- | -------- | ------------- |
| Khashaba Jadhav | Ringen   | Bantamgewicht |

## Teilnehmer nach Sportarten

### Boxen
Herren
- Benoy Bose
  - Federgewicht

Runde 1: ausgeschieden gegen Edson Brown aus den USA durch Punktrichterentscheidung (0:3)
Rang 17
- Sakti Mazumdar
  - Fliegengewicht

Runde 1: Freilos
Runde 2: ausgeschieden gegen Han Su-An aus Südkorea durch Punktrichterentscheidung (0:3)
Rang 9
- Ron Norris
  - Weltergewicht

Runde 1: Freilos
Runde 2: gegen Jacob Butula aus Kanada durch technischen KO in der dritten Runde gewonnen
Viertelfinale: ausgeschieden gegen Victor Jørgensen aus Dänemark durch Punktrichterentscheidung (0:3)
Rang 5
- Oscar Ward
  - Halbschwergewicht

Runde 1: ausgeschieden gegen Karl Kistner aus Deutschland durch KO in der zweiten Runde
Rang 17

### Fußball
- Team: Berland Anthony (TW), Joseph Anthony, Sayed Khwaja Aziz-ud-Din, Ahmed Muhammad Khan, Sheikh Abdul Latif, Sailen Manna, Sayed Moinuddin, Mohammad Sattar, Thulukhanam Shunmugham, Chandan Singh Rawat, Padamttom Vankatesh und Kenchappa Varadaraj (TW)
Vorrunde, 15. Juli 1952 in Helsinki (Pallokenttä), 10.000 Zuschauer
1:10 (0:5)-Niederlage gegen  Jugoslawien; Torschütze: Ahmed Muhammad Khan zum 1:10 (89. Min.); nicht für das Achtelfinale qualifiziert

### Gewichtheben
- Kamineni Eswara Rao
  - Mittelschwergewicht

Finale: 212,5 kg, Rang 18
Militärpresse: 107,5 kg, Rang 11
Reißen: 105,0 kg, Rang 17
Stoßen: kein gültiger Versuch
- Daniel Pon Mony
  - Federgewicht

Finale: 300,0 kg, Rang 12
Militärpresse: 95,0 kg, Rang 4
Reißen: 90,0 kg, Rang 14
Stoßen: 115,0 kg, Rang 15

### Hockey
- Team: Leslie Claudius, Meldric Daluz, Keshav Dutt, Chinadori Deshmutu, Ranganathan Francis, Raghbir Lal, Govind Perumal, Muniswamy Rajgopal, Balbir Singh, Dharam Singh, Grahanandan Singh, Kunwar Singh, Randhir Singh Gentle und Udham Singh
Vorrunde: Freilos
Viertelfinale: 4:0-Sieg gegen  Österreich
Tore: Raghbir Lal, Balbir Singh, Kunwar Singh, Randhir Singh Gentle
Halbfinale: 3:1-Sieg gegen  Großbritannien
Tore: Balbir Singh (3)
Finale: 6:1-Sieg gegen die  Niederlande; Rang 1 
Tore: Balbir Singh (5), Kunwar Singh

### Leichtathletik

#### Männer
- Ivan Jacob
  - 400 Meter Lauf

Runde 1: ausgeschieden in Lauf 4 (Rang 6), 51,3 Sekunden (handgestoppt), 51,48 (automatisch gestoppt)
- Surat Singh Mathur
  - Marathon

Finale: 2-58:09,2 Stunden, Rang 52
- Lavy Pinto
  - 100 Meter Lauf

Runde 1: in Lauf 11 (Rang 2) für das Viertelfinale qualifiziert, 10,9 Sekunden (handgestoppt), 11,00 (automatisch gestoppt)
Viertelfinale: in Lauf 2 (Rang 3) für das Halbfinale qualifiziert, 10,7 Sekunden (handgestoppt), 10,98 (automatisch gestoppt)
Halbfinale: ausgeschieden in Lauf 1 (Rang 4), 10,7 Sekunden (handgestoppt), 10,94 (automatisch gestoppt)
  - 200 Meter Lauf

Runde 1: in Lauf 18 (Rang 2) für das Viertelfinale qualifiziert, 21,6 Sekunden (handgestoppt), 21,83 (automatisch gestoppt)
Viertelfinale: in Lauf 1 (Rang 2) für das Halbfinale qualifiziert, 21,6 Sekunden (handgestoppt), 21,80 (automatisch gestoppt)
Halbfinale: ausgeschieden in Lauf 2 (Rang 5), 21,7 Sekunden (handgestoppt), 22,01 (automatisch gestoppt)
- Gulzara Singh Mann
  - 3000 Meter Hindernislauf

Runde 1: ausgeschieden in Lauf 1 (Rang 12), 9:48,6 Minuten (handgestoppt)
- Mehnga Singh
  - Hochsprung

Qualifikationsrunde: Gruppe B, 1,70 Meter, Rang 16, Gesamtrang 34, nicht für das Finale qualifiziert
1,70 Meter: gültig, ohne Fehlversuch
1,80 Meter: ungültig, drei Fehlversuche
- Sohan Singh Dhanoa
  - 800 Meter Lauf

Runde 1: in Lauf 6 (Rang 2) für das Halbfinale qualifiziert, 1:52,0 Minuten (handgestoppt)
Halbfinale: ausgeschieden in Lauf 3 (Rang 6), 1:54,9 Minuten (handgestoppt), 1:54,84 Minuten (automatisch gestoppt)

#### Frauen
- Mary D’Souza
  - 100 Meter Lauf

Runde 1: ausgeschieden in Lauf 9 (Rang 5), 13,1 Sekunden (handgestoppt), 13,40 (automatisch gestoppt)
  - 200 Meter Lauf

Runde 1: ausgeschieden in Lauf 3 (Rang 7), 26,3 Sekunden (handgestoppt), 26,80 (automatisch gestoppt)
- Nilima Ghose
  - 80 Meter Hürden

Runde 1: ausgeschieden in Lauf 2 (Rang 5), 12,9 Sekunden (handgestoppt), 13,07 (automatisch gestoppt)
  - 100 Meter Lauf

Runde 1: ausgeschieden in Lauf 2 (Rang 5), 13,6 Sekunden (handgestoppt), 13,80 (automatisch gestoppt)

### Radsport
4000 Meter Mannschaftsverfolgung
- Ergebnisse
Qualifikationsrunde: ausgeschieden, 6:06,1 Minuten, Rang 22
- Mannschaft
Netai Bysack
Suprovat Chakravarty
Raj Kumar Mehra
Tarit Kumar Sett

Mannschaftsfahren (190,4 km)
- Ergebnisse
Finale: Rennen nicht beendet (DNF)
- Mannschaft
Pradip Bode
Netai Bysack
Suprovat Chakravarty
Raj Kumar Mehra

Einzel
- Pradip Bode
  - Straßenrennen (190,4 km)

Finale: Rennen nicht beendet (DNF)
- Netai Bysack
  - Sprint

Runde eins: ausgeschieden in Lauf 2 (Rang 3)
  - Straßenrennen (190,4 km)

Finale: Rennen nicht beendet (DNF)
- Suprovat Chakravarty
  - 1000 Meter Zeitfahren

Finale: 1:26,0 Minuten, Rang 27
  - Straßenrennen (190,4 km)

Finale: Rennen nicht beendet (DNF)
- Raj Kumar Mehra
  - Straßenrennen (190,4 km)

Finale: Rennen nicht beendet (DNF)

### Ringen
Freistil
- Niranjan Das
  - Fliegengewicht

ausgeschieden nach Runde 2 mit sechs Minuspunkten
Runde 1: gegen Mahmoud Mollaghasemi aus dem Iran verloren (Schultersieg des Gegners)
Runde 2: gegen Heinrich Weber aus dem Deutschland verloren (Schultersieg des Gegners)
- Shirang Jadav
  - Halbschwergewicht

ausgeschieden nach Runde 2 mit sechs Minuspunkten
Runde 1: gegen Jacob Theron aus dem Südafrika verloren (1:2)
Runde 2: gegen August Englas aus der Sowjetunion verloren (Schultersieg des Gegners)
- Khashaba Jadhav
  - Bantamgewicht

3. Platz  nach der Finalrunde
Runde 1: Schultersieg gegen Adrien Poliquin aus Kanada
Runde 2: Schultersieg gegen Leonardo Basurto aus Mexiko
Runde 3: gegen Ferdinand Schmitz aus Deutschland gewonnen (2:1)
Runde 4: kampflos gewonnen
Runde 5: Niederlage gegen Rəşid Məmmədbəyov aus der Sowjetunion (0:3)
Runde 6: Niederlage gegen Shōhachi Ishii aus Japan (0:3)
Finalrunde: Kampflos gewonnen
- Keshav Mangave
  - Federgewicht

ausgeschieden nach Runde 5 mit sechs Minuspunkten
Runde 1: Freilos
Runde 2: Sieg gegen Ignacio Lugo aus Venezuela durch verletzungsbedingte Aufgabe des Gegners
Runde 3: Niederlage gegen Nasser Givehchi aus dem Iran (0:3)
Runde 4: Schultersieg gegen Armand Bernard aus Kanada
Runde 5: gegen Josiah Henson aus den USA verloren (0:3)
Rang 4

### Schießen
- Harihar Banerjee
  - Kleinkaliber Dreistellungskampf

Finale: 1095 Punkte, 28 Volltreffer, Rang 36
Kniend: 376 Punkte, Rang 26
Liegend: 394 Punkte, Rang 25
Stehend: 325 Punkte, Rang 43
  - Kleinkaliber liegend

Finale: 394 Punkte, 19 Volltreffer, Rang 29
Runde 1: 97 Punkte, Rang 39
Runde 2: 100 Punkte, Rang 14
Runde 3: 99 Punkte, Rang 20
Runde 4: 98 Punkte, Rang 33
  - Freies Gewehr Dreistellungskampf

Finale: 994 Punkte, Rang 24
Kniend: 336 Punkte, Rang 23
Liegend: 359 Punkte, Rang 28
Stehend: 299 Punkte, Rang 24
- Souren Choudhury
  - Kleinkaliber liegend

Finale: 391 Punkte, 17 Volltreffer, Rang 39
Runde 1: 96 Punkte, Rang 46
Runde 2: 98 Punkte, Rang 34
Runde 3: 98 Punkte, Rang 41
Runde 4: 99 Punkte, Rang 26

### Schwimmen

#### Männer
- Bijoy Barman
  - 100 Meter Rücken

Runde 1: ausgeschieden in Lauf 4 (Rang 5), 1:27,3 Minuten
- Isaac Monsoor
  - 100 Meter Freistil

Runde 1: ausgeschieden in Lauf 4 (Rang 7), 1:10,8 Minuten
- Khamlillal Shah
  - 100 Meter Rücken

Runde 1: ausgeschieden in Lauf 1 (Rang 7), 1:18,3 Minuten

#### Frauen
- Dolly Nazir
  - 100 Meter Freistil

Runde 1: ausgeschieden in Lauf 2 (Rang 7), 1:24,6 Minuten
  - 200 Meter Freistil

Runde 1: ausgeschieden in Lauf 4 (Rang 7), 3:37,9 Minuten
- Arati Saha
  - 200 Meter Rücken

Runde 1: ausgeschieden in Lauf 3 (Rang 6), 3:40,8 Minuten

### Turnen
- Khushi Ram
  - Einzelmehrkampf

Finale: 29,75 Punkte (7,25 Punkte Pflicht – 22,50 Punkte Kür), Rang 185
Bodenturnen: 6,50 Punkte (3,00 Punkte Pflicht – 3,50 Punkte Kür), Rang 184
Pferdesprung: 5,50 Punkte (5,50 Punkte Kür), Rang 185
Barren: 4,00 Punkte (4,00 Punkte Kür), Rang 185
Reck: 5,75 Punkte (1,25 Punkte Pflicht – 4,50 Punkte Kür), Rang 183
Ringe: 5,00 Punkte (2,00 Punkte Pflicht – 3,00 Punkte Kür), Rang 185
Seitpferd: 3,00 Punkte (1,00 Punkte Pflicht – 2,00 Punkte Kür), Rang 185
- Vir Singh
  - Einzelmehrkampf

Finale: 45,50 Punkte (17,50 Punkte Pflicht – 28,00 Punkte Kür), Rang 184
Bodenturnen: 9,00 Punkte (4,50 Punkte Pflicht – 4,50 Punkte Kür), Rang 178
Pferdesprung: 14,00 Punkte (6,50 Punkte Pflicht – 7,50 Punkte Kür), Rang 175
Barren: 6,25 Punkte (2,25 Punkte Pflicht – 4,00 Punkte Kür), Rang 184
Reck: 7,75 Punkte (2,00 Punkte Pflicht – 5,75 Punkte Kür), Rang 179
Ringe: 5,25 Punkte (1,25 Punkte Pflicht – 4,00 Punkte Kür), Rang 184
Seitpferd: 3,25 Punkte (1,00 Punkte Pflicht – 2,25 Punkte Kür), Rang 184

### Wasserball
- Team: Bijoy Barman, Birendra Basak, Ran Chandnani, Isaac Monsoor, Jehangir Naegamwalla, Sachin Nag, Sambhu Saha, Kedar Shah, Khamlillal Shah und David Sopher
1. Qualifikationsrunde, 25. Juli: 1:16 (0:4)-Niederlage gegen  Italien
2. Qualifikationsrunde, 26. Juli: 0:12 (0:5)-Niederlage gegen die  Sowjetunion; nicht für die Vorrunde qualifiziert